# Delicia Fernández
Delicia Fernández o Delicia Fernández de Deambrosi fue una malacóloga argentina graduada como zoóloga en la Facultad de Ciencias Naturales y Museo de la Universidad Nacional de La Plata. En el año 1965 recibió el título de Doctora en Ciencias Naturales en la misma casa de estudios, dirigida por Zulma Judith Ageitos de Castellanos con una tesis que llevó el título de "Sistemas radulares en moluscos argentinos". Falleció el 2 de diciembre de 2023.
Se desempeñó como docente en la misma casa de estudios donde egresó, desde 1960 hasta 1989. Comenzó su trayectoria docente como ayudante alumna y se retiró como Profesora, en la cátedra de Zoología Invertebrados I de la carrera de Biología. Participó como Prosecretaria en las obras homenajes del Centenario del Museo de La Plata, en las que se publicaron diversos trabajos de investigadores del mismo.

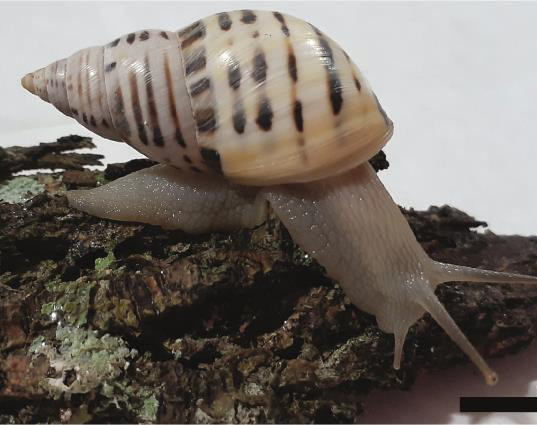
Gasterópodo terrestre de Argentina

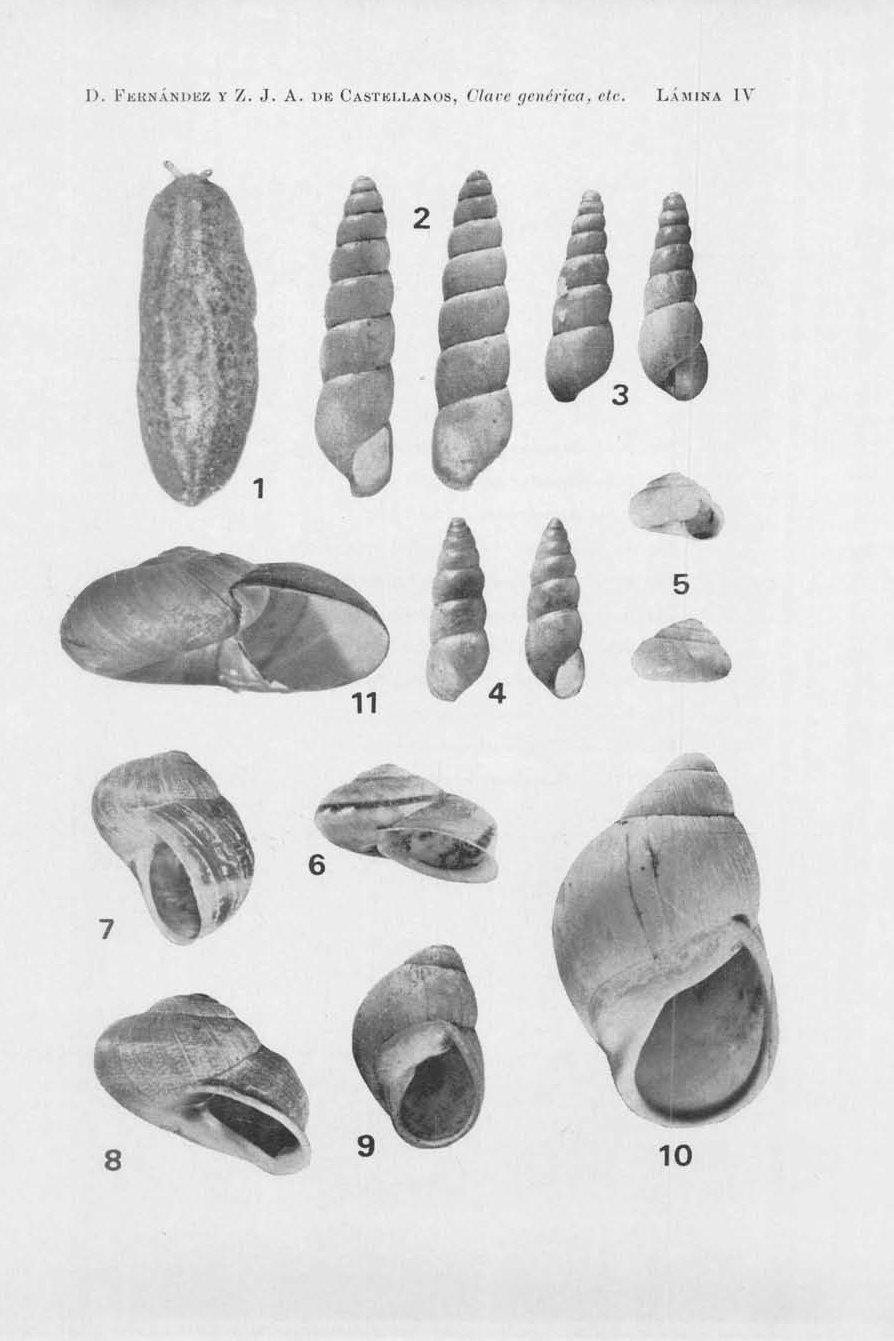
Lámina de Clave genérica de la malacofauna terrestre Argentina, publicada por Fernández, 1973.

Fernández se dedicó al estudio de los gastrópodos terrestres de Argentina. Sus contribuciones incrementaron notablemente el conocimiento de la malacofauna argentina. En 1973 publicó la primera clave de moluscos terrestres de Argentina. Ella, junto con Zulma de A. de Castellanos y Celia Gaillard se dedicaron especialmente a crear monografías de varias familias de aguas continentales, como Ampullariidae, Chilinidae, Ancylidae.